# Winchester (hrabstwo Vilas)
Winchester – miasto w Stanach Zjednoczonych, w stanie Wisconsin, w hrabstwie Vilas.